# Eduardo Bours Casteló

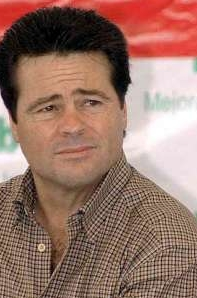
Eduardo Bours Castelo

José Eduardo Robinson Bours Casteló (Ciudad Obregón, 17 december 1956) is een Mexicaans ondernemer en politicus van de Institutioneel Revolutionaire Partij (PRI).
Bours is afkomstig uit een familie van Nederlands-Amerikaanse afkomst. Hij studeerde industriële techniek aan het Instituut voor Technologie en Hogere Studies van Monterrey (ITESM). Hij werkte voor het bedrijf van zijn familie Bachoco en zat van 1992 tot 1994 in de Nationale Landbouwraad en was onderhandelaar voor de Noord-Amerikaanse Vrijhandelsovereenkomst (NAFTA) en zat in de directie van Fresh Del Monte Produce.
In 2000 werd hij voor de PRI in de Kamer van Senatoren gekozen. Hij stapte terug in 2003 om een gooi te doen naar het gouverneurschap van de staat Sonora. Hij versloeg in de verkiezing Ramón Corral Ávila met een krappe marge en werd op 13 september ingehuldigd als gouverneur, zijn termijn liep tot 2009.